# Josef Maximilian Petzval
Joseph Maximilian Petzval (em alemão:  Josef Maximilian Petzval; em húngaro:  Petzvál József Miksa; em eslovaco:  Jozef Maximilián Petzval;
Spišská Belá, 6 de janeiro de 1807 — 19 de setembro de 1891) foi um matemático, físico e inventor húngaro/ eslovaco de origem alemã, nascido na atual Eslováquia.

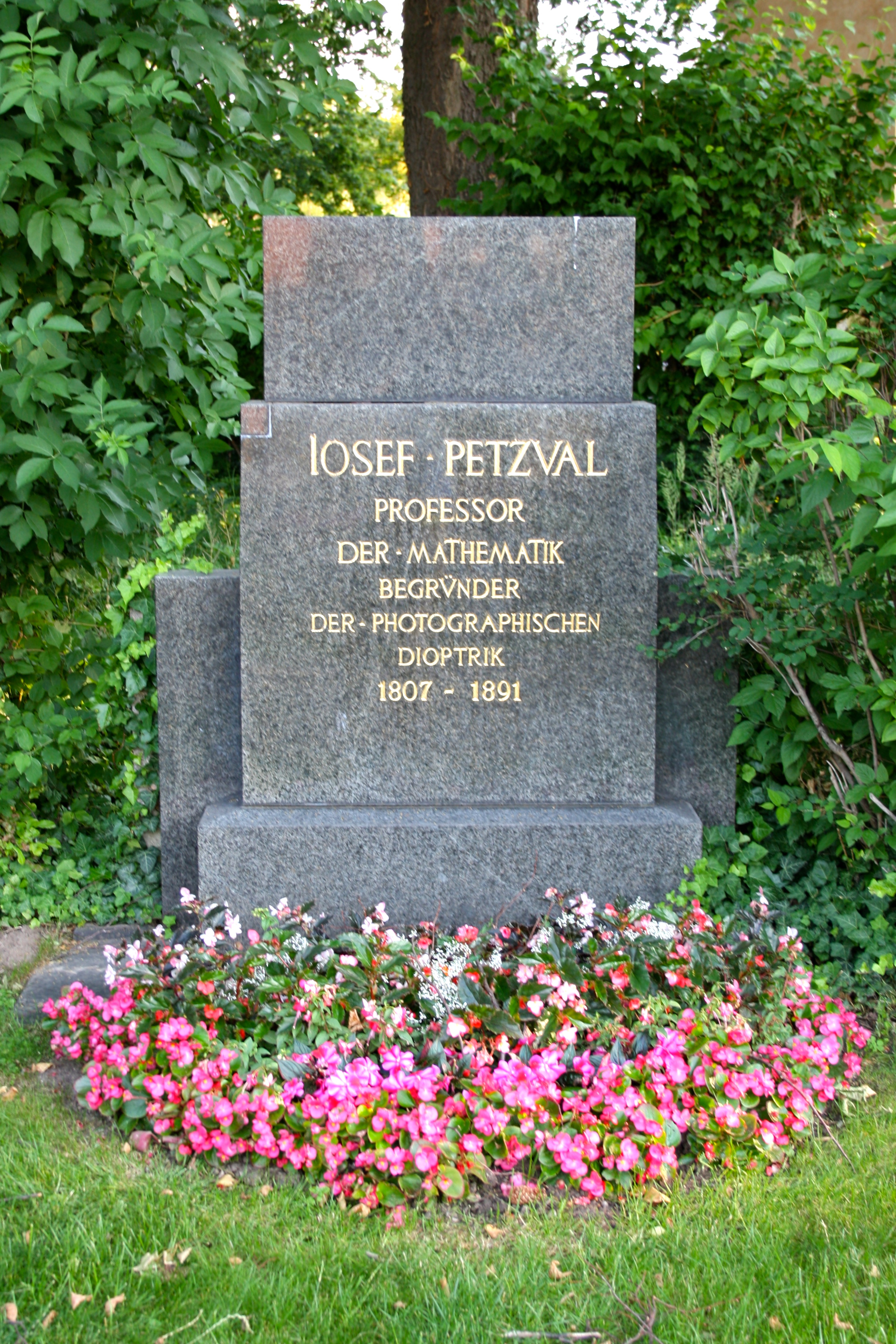
Sepultura de Josef Petzval no Cemitério Central de Viena

É conhecido por seu trabalho em óptica. Petzval estudou e depois lecionou no Institutum Geometricum (atual Universidade de Tecnologia e Economia de Budapeste) em Buda (atualmente parte deBudapeste). Foi diretor do Instituto de Gepmetria Prática e Hidrologia/Arquitetura entre 1841 e 1848. Mais tarde foi catedrático de matemática na Universidade de Viena. Petzval tornou-se membro da Academia de Ciências da Hungria em 1873.

## Obras
- Bericht über die Ergebnisse einiger dioptrischen Untersuchungen (Peste (Hungria), 1843)
- Eigenschaften einer guten Camera-Obscura (Viena, 1847)
- Integration der linearen Differenzialgleichungen mit Constanten und veränderlichen Coefficienten, I–II. (Viena, 1853–1859)
- Berichte über optische Untersuchungen (Viena, 1857)
- Über das neue Landschaft – als Fernobjektiv (Viena, 1858)
- Theorie der Störungen der Stützlinien (bei Gewölben und Hängebrücken) (Leipzig, 1904–1905)
- Theorie der Tonsysteme (Leipzig, 1904–1905)
- Aus den Vorlesungen über Ballistik. Ein Beitr. zur Geschichte der Ballistik (Leipzig, 1908)